# Maria Gyllenstierna af Lundholm
Maria Gyllenstierna af Lundholm, född år 1716, död 1783, var en svensk friherrinna och mecenat. Gyllenstierna var gift med riksrådet friherre Esbjörn Kristian Reuterholm (1710-1773) och paret bodde på Svidja slott i Sjundeå i den nuvarande Finland. Parets son Gustaf Adolf Reuterholm (1756-1813) var under Gustav IV Adolfs förmyndarregering 1792–1796 Sveriges verkliga regent.

## Konst i Finland

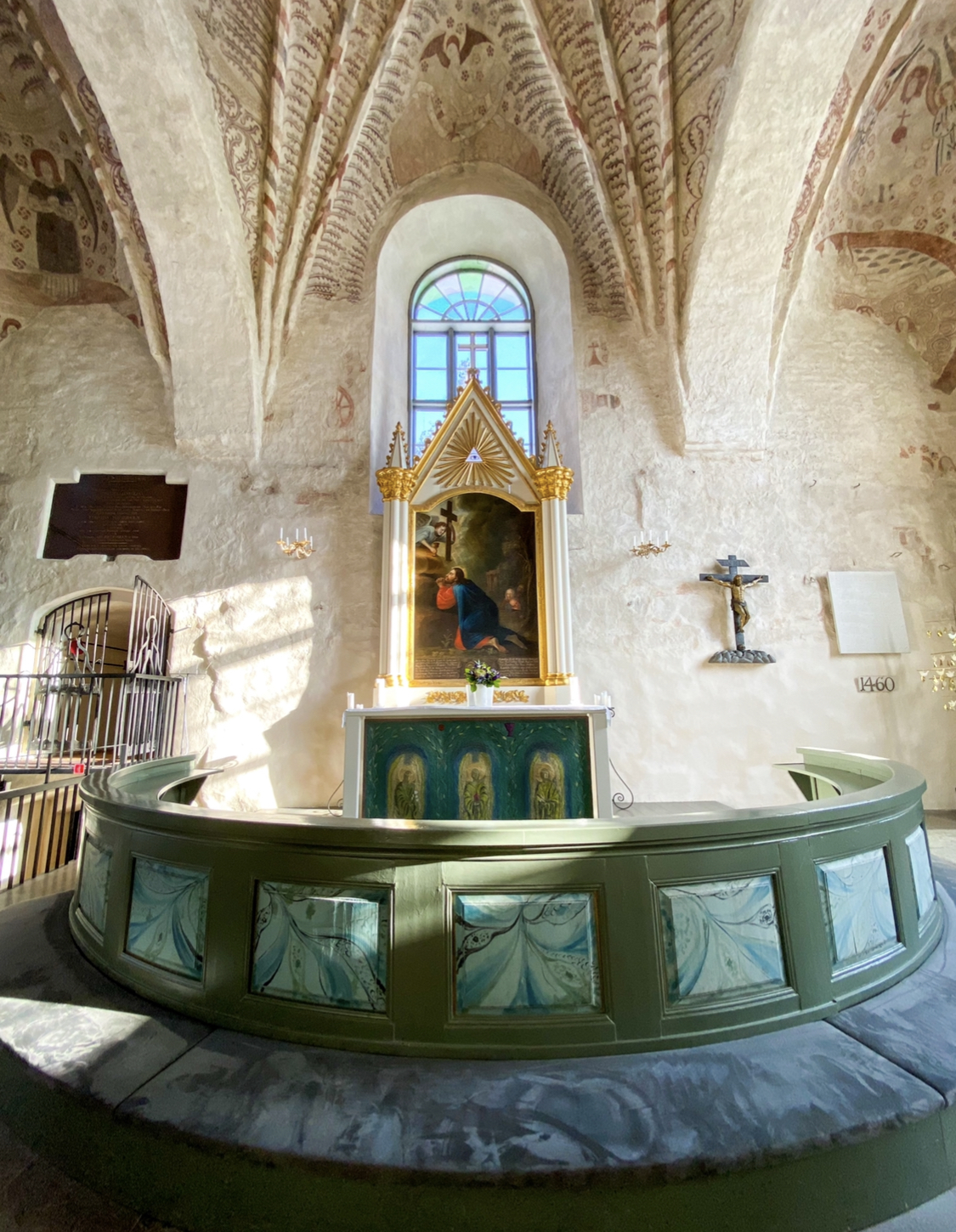
Sjundeå kyrkas altartavla.

Maria Gyllenstierna har donerat en altartavla till Sjundeå S:t Petri kyrka som föreställer Kristus i Getsemane. Altartavlan har målats i Stockholm av en okänd konstnär. Den nya altartavlan fick förgyllda ramar med ätterna Reuterholms och Gyllenstiernas ättevapen nedtill. 
År 1774 gav domkapitlet ett gravbrev åt Maria Gyllenstierna. Församlingen gav henne rätt att bygga en gravkapell invid Sjundeå kyrka. Det Reuterholmska gravkoret byggdes av granit intill kyrkans östra vägg, nära sakristian. Gravkoret fick en ingång från kyrkan, norr om altaret. Inne i gravkoret fanns ett förgyllt monument i form av en urna. Väggarna pryddes av 13 ovala tavlor, som föreställde symboliska figurer och fyra rektangulära tavlor med verser. Gravkoret stängdes med portar av smidesjärn, med de friherreliga initialerna, CH. R. H för Christian reuterholm och M. G. S. för Maria Gyllenstierna, samt med ännu en järnport, som båda fortfarande finns på plats.
Allt löstagbart evakuerades från koret till Sverige år 1815 efter att Svidja slott och hela Finland blev en del av Kejsardömet Ryssland. Efter eldsvådan i kyrkan år 1823 revs kyrkans sakristia och vapenhus. Samtidigt flyttades sakristian till Reuterholmarnas tomma gravkapell.